# Thein Than Win
Thein Than Win (birmanisch သိန်းသန်းဝင်း;, * 25. November 1991 in Mandalay) ist ein myanmarischer Fußballspieler.

## Karriere

### Verein
Seinen ersten Vertrag unterschrieb er 2009 beim Kanbawza FC. Bis 2015 absolvierte er 98 Spiele für den Verein, der anschließend in Shan United umbenannt wurde. 2015 wechselte er zum Yadanarbon FC. Hier lief er bis 2018 71 Mal auf. 2019 wurde er an den thailändischen Erstligisten Ratchaburi Mitr Phol ausgeliehen. Der Verein aus Ratchaburi spielte in der ersten thailändischen Liga, der Thai League. Nach Ende der Ausleihe kehrte er 2020 wieder in seine Heimat zurück. Hier schloss er sich dem Erstligisten Yangon United aus Rangun an. Für Yangon absolvierte er mindestens drei Erstligaspiele. Weitere Stationen waren anschließend die Ligarivalen Rakhine United und aktuell steht er seit 2023 beim Dagon Star United FC unter Vertrag.

### Nationalmannschaft
Von 2012 bis 2013 lief er 5 Mal für die myanmarische U-22-Auswahl auf. Anschließend bestritt er von 2012 bis 2021 insgesamt 30 Länderspiele für dessen A-Nationalmannschaft.

## Erfolge
Yadanarbon FC
- Myanmarischer Meister: 2016